# Condado de Waushara
O Condado de Waushara é um dos 72 condados do Estado americano do Wisconsin. A sede do condado é Wautoma, e sua maior cidade é Wautoma. O condado possui uma área de 1 651 km² (dos quais 29 km² estão cobertos por água), uma população de 23 154 habitantes, e uma densidade populacional de 14 hab/km² (segundo o censo nacional de 2000). O condado foi fundado em 15 de fevereiro de 1851.